# Electronic Entertainment Expo 1995
L’Electronic Entertainment Expo 1995, communément appelé E3 1995, est la 1re édition de ce salon exclusivement consacré aux jeux vidéo. Il s'est déroulé du 11 au 13 mai 1995 à Los Angeles.

## Principaux évènements
Parmi les événements de cette édition, on peut citer l'annonce de la PlayStation à 299 $, l'annonce du prix de la Saturn à 399 $, la présentation du Virtual Boy, du Neo-Geo CD, de l'Atari Jaguar VR et de la 3DO M2 jamais sortie.